# 김용모
김용모(1947년 10월 16일~)는 대한민국의 정치인이다. 제5대 인천광역시 남동구청장(민선 1기, 1995~1998)을 지냈다.

## 역대 선거 결과
|  | 38.67% |

|  | 12.45% |

|  | 36.81% |

| 관선 마지막 남동구청장 윤병수 | 제5대 인천광역시 남동구청장 1995년 7월 1일~1998년 3월 6일 | 후임 (권한대행)박정남 이헌복 |